# Hans vilda dotter
Hans vilda dotter (originaltitel: Take Her, She's Mine) är en amerikansk komedi från 1963 med James Stewart och Sandra Dee. Filmen är regisserad av Henry Koster.

## Handling
Frank Michaelsons (James Stewart) dotter (Sandra Dee) har just börjat på college. Men han blir snart väldigt orolig att hon håller på med saker hon inte borde och han spårar därför upp henne på skolan. När hon sen åker till Europa följer han efter dit också.

## Rollista (i urval)
- James Stewart
- Sandra Dee
- Audrey Meadows
- Robert Morley
- Philippe Forquet
- John McGiver
- Bob Denver
- Monica Moran